# Том и Джерри, или Жизнь в Лондоне
«Том и Джерри, или Жизнь в Лондоне» (англ. Tom and Jerry, or Life in London) — сценическая адаптация книги «Жизнь в Лондоне» (полное название Life in London, or Days and Nights of Jerry Hawthorne and his elegant friend Corinthian Tom) Пирса Игана, сделанная Уильямом Монкриффом (William Moncrieff).
Она шла в Театре Адельфи в Лондоне в 1821—1823 годах, а также в нескольких театрах Нью-Йорка, начиная с 1823 года. Постановка в Лондоне включала участие настоящих нищих, например, Билли Уотерса, ранее попрошайничавшего около театров; роль Джемми Грина играл Роберт Кили (Robert Keeley).
Помимо постановки, для увеличения популярности книги Пирс Иган придумал коктейль «Том и Джерри», позже приписываемый американскому бармену Джерри Томасу. Эти два имени, позже использованные в названии известной серии короткометражных мультфильмов, стали нарицательным названием молодёжи буйного поведения в XVIII веке (хотя использование их в качестве имён персонажей могло быть случайным).